# Рюте, Кристиан Георг Теодор
Кристиан Георг Теодор Рю́те (нем. Christian Georg Theodor Ruete; 2 мая 1810, Шармбек — 23 июня 1867, Лейпциг) — немецкий медик, офтальмолог.

## Биография
Рюте учился в гимназии в Фердене, в 1829—1833 годах изучал медицину в Гёттингенском университете. По окончании учёбы работал ассистентом у Карла Густава Гимли и преподавал в университете. В 1841 году получил звание экстраординарного, в 1847 году — ординарного профессора. Исследовал причины косоглазия. Являлся автором популярного учебника офтальмологии. Вводил в использование в офтальмологической практике изобретённое Гельмгольцем глазное зеркало, изобрёл собственный офтальмоскоп.
В 1852 году Рюте стал первым ординарным профессором офтальмологии Лейпцигского университета и возглавил первую ординарную кафедру офтальмологии в Германии. Одновременно руководил в Лейпциге глазной больницей. В 1863—1864 годах занимал должность ректора Лейпцигского университета. В 1867 году умер от последствий инсульта.